# Зудов, ви звільнені!
Зудов, ви звільнені! (рос. Зудов, вы уволены!) — радянський художній фільм 1984 року, знятий на кіностудії «Мосфільм».

## Сюжет
Фільм про сільського кіномеханіка Микиту Зудова, пристрасного кінолюбителя, що знімає аматорські фільми, що викривають і висміюють чинуш, дармоїдів і хабарників.

## У ролях
- Ігор Ясулович — Микита Зудов, сільський кіномеханік, пристрасний кіноаматор, знімає аматорські фільми
- Ніна Русланова — Катерина, дружина Микити Зудов
- Володимир Лізунов — Коля, син Микити Зудова
- Марина Дюжева — Олена Василівна, вчителька літератури
- Лев Перфілов — Родіон Олексійович Кулябський, ветеринар, сусід Микити Зудова
- Валентина Тализіна — Зоя Кирилівна Хонькина, завклубом
- Юрій Медведєв — Павло Ломакін, завскладом
- Михайло Кокшенов — Ваня Ковригін, тракторист
- Валентин Голубенко — Сеня Жильцов, шофер
- Іван Рижов — Петро Степанович Шилов, голова колгоспу
- Леонід Оболенський — Юрій Якович, працівник кінофотоательє
- Ірина Мурзаєва — баба Настя, жителька Карасьовки
- Олександр Бєлявський — Сєва Мєрцаєв-Валуа
- Світлана Жильцова — диктор телебачення
- Інна Кара-Моско — працівниця кінофотоателье
- Олексій Зайцев — кіноаматор
- Володимир Баскаков — епізод
- Валентина Спіріна — епізод
- Юрій Дубровін — житель Карасьовки
- Олександр Бялко — член команди знавців
- Борис Єрьомін — член команди знавців
- Олександр Седін — член команди знавців
- Раймонд Паулс — піаніст

## Знімальна група
- Режисер — Борис Бушмельов
- Сценарист — Леонід Треєр
- Оператор — Ігор Бек
- Композитор — Георгій Гаранян
- Художник — Сергій Портной